# Роде, Ренарс
Ренарс Роде (латыш. Renārs Rode; ) — латвийский футболист, выступавший на позиции защитника . Выступал в сборной Латвии.

## Клубная карьера
Молодёжную карьеру провёл в «Сконто». В 2008 году начал профессиональную карьеру в «Олимпе», сыграв за него 15 матчей. Единственный гол за клуб забил 8 июля 2009 года в матче против «Даугавы» (7:0). В 2010 году перешёл в столичный клуб «Сконто». В первом сезоне, под руководством Александра Старкова, новая команда Роде стала чемпионом Латвии. В том сезоне Ренарс сыграл в 16 матчах и забил 3 гола.. В 2011 году стал чемпионом Балтийской лиги, а в 2012 году — обладателем Кубка Латвии. В январе 2012 года Ренарс с Армандерсом Петерсонсом должен был перейти в шотландский клуб «Харт оф Мидлотиан», но этот трансфер не состоялся. В 2013 году, сыграв в 25 матчах и забив 3 мяча, был включен в сборную сезона по версиям сайтов sportacentrs.com и Sporta Avīze. Всего со «Сконто» Роде сыграл 90 матчей и забил 10 голов. В том числе 2 матча в Лиге чемпионов и 8 в Лиге Европы.
10 декабря 2013 года после успешного испытательного срока Роде подписал двухлетний контракт с чешским клубом «Теплице».
В январе 2016 года подписал контракт с чешским клубом «Сигма».

## Карьера за сборную
Дебют за сборную Латвии состоялся 6 сентября 2013 года в матче квалификации на чемпионат мира 2014 против сборной Литвы. Пока Роде провёл за сборную 4 матча.

### Гол за сборную
| # | Дата            | Место        | Соперник | Счёт | Результат | Турнир                  |
| - | --------------- | ------------ | -------- | ---- | --------- | ----------------------- |
| 1 | 15 октября 2013 | Сконто, Рига | Словакия | 2:2  | 2:2       | Квалификация на ЧМ 2014 |

## Достижения
- Чемпион Латвии: 2010, 2014
- Обладатель Кубка Латвии: 2012
- Чемпион Балтийской лиги: 2011